# Comuna Loška Dolina
Loška Dolina (Občina Loška Dolina) este o comună din Slovenia, cu o populație de 3.640 de locuitori (2002).

## Localități
Babna Polica, Babno Polje, Dane, Dolenje Poljane, Iga vas, Klance, Knežja Njiva, Kozarišče, Lož, Markovec, Nadlesk, Podcerkev, Podgora pri Ložu, Podlož, Pudob, Stari trg pri Ložu, Sveta Ana pri Ložu, Šmarata, Viševek, Vrh, Vrhnika pri Ložu